# Feria de Tárrega
FeriaTárrega, antes Fira de Teatre al Carrer de Tàrrega o Fira del Teatre de Tàrrega (Feria del Teatro de Tárrega), es el mercado internacional de las artes escénicas más importante y con más trayectoria de España y uno de los más relevantes de Europa. Tiene lugar cada año durante el segundo fin de semana del mes de septiembre en la ciudad de Tárrega (Lérida) España.
Es un escaparate de la actualidad escénica, con un interés especial en las artes de calle, en los espectáculos visuales y no convencionales, así como un punto de encuentro y de debate de referencia internacional. Su objetivo principal es potenciar el mercado de las artes escénicas, abriendo la puerta a la internacionalización de las compañías programadas. También busca la promoción de la creación entre artistas emergentes, el impulso de la formación, centrada en la creación artística y la gestión de la cultura, y la creación de alianzas estratégicas para desarrollar circuitos o producciones transnacionales de artes de calle.
La estructura organizativa de la Feria de Tárrega está amparada por un Consejo de Administración del que forman parte el Ayuntamiento de Tárrega, la Diputación provincial de Lérida, la Generalidad de Cataluña y el Ministerio de Cultura de España.

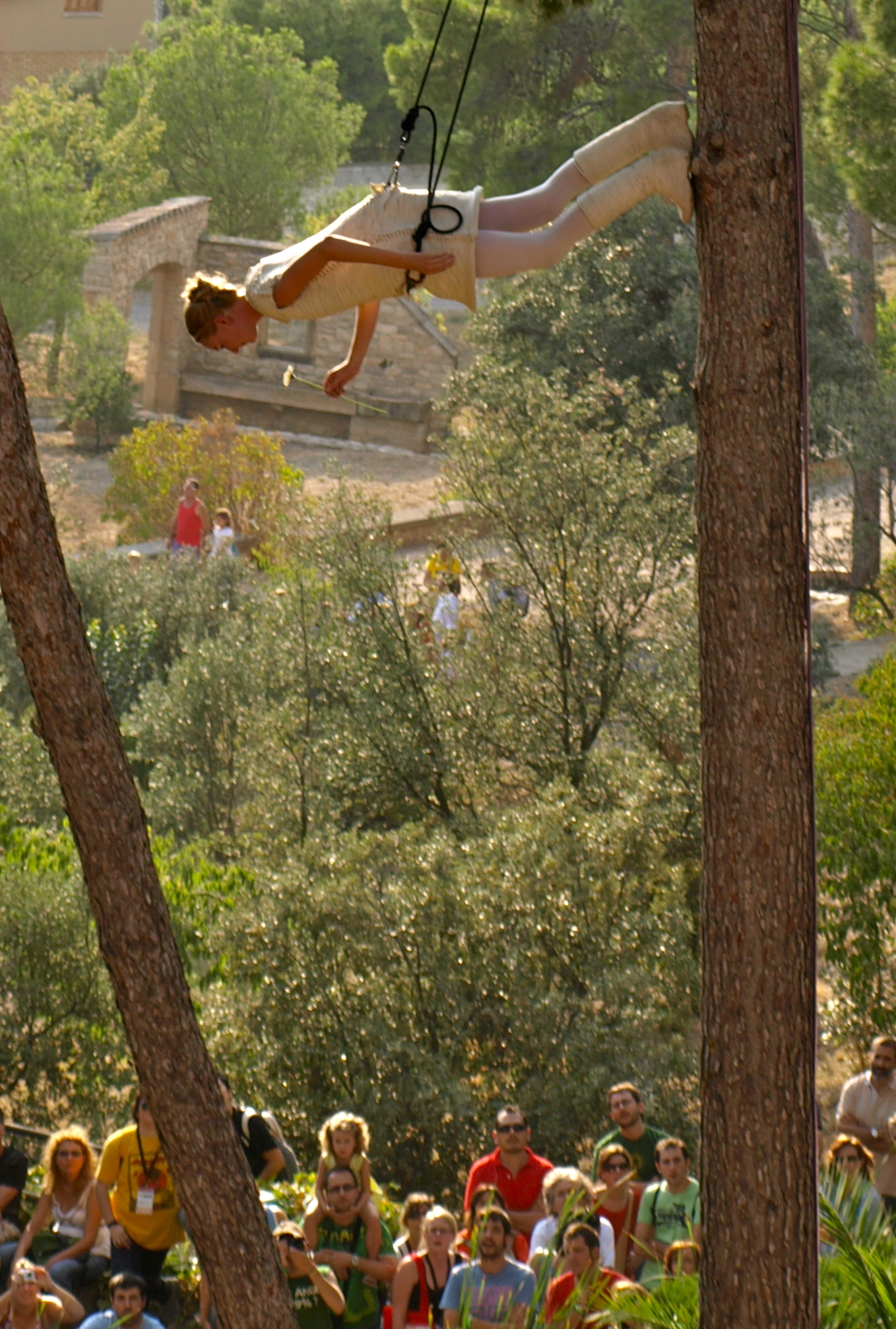
Artista actuando en el Parque de San Eloy, en la edición de 2009.

Fue fundada en 1981 por el Ayuntamiento de Tárrega e impulsada por la compañía Comediants de Canet de Mar. En 2006 el ayuntamiento homenajeó a Comediants dedicándoles una plaza en el centro histórico. Año tras año la Feria convierte la ciudad en un punto de encuentro de las artes escénicas contemporáneas y en una convocatoria cultural de primer orden.

## Historia

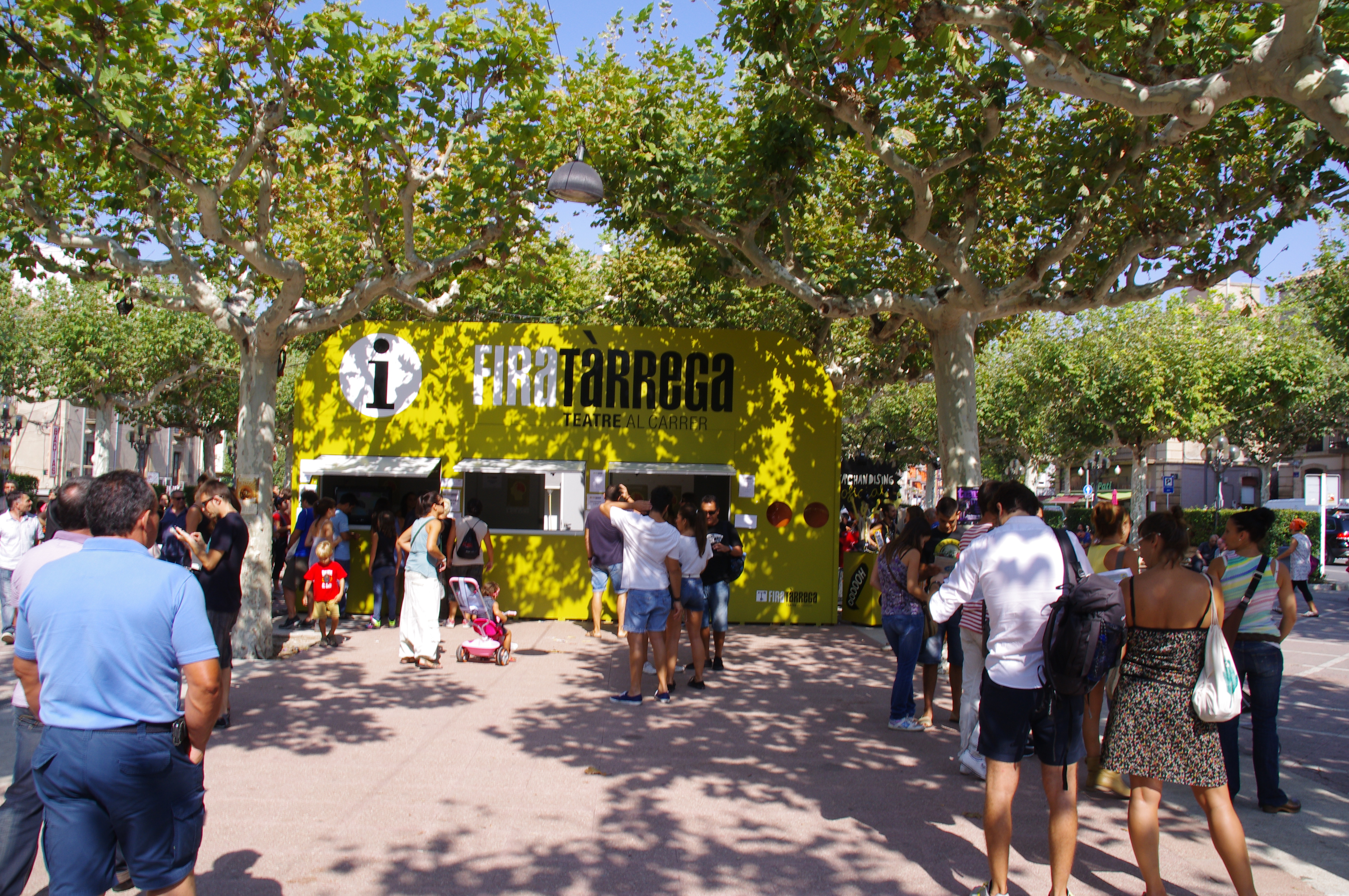
Stand de información de FeriaTárrega en la plaza del Carmen.

La Fira de Teatre nació en 1981 gracias a la iniciativa del entonces alcalde de Tárrega, Eugeni Nadal, como fruto de una confluencia de ideas: convertir la Fiesta Mayor de la ciudad en una gran fiesta; animar a la gente a participar e implicarse y poner el urbanismo de la ciudad al servicio de un proyecto cultural. Para dar los primeros pasos en ese proyecto, Nadal contó con Xavier Fàbregas, jefe del Servicio de Cinematografía y Teatro de la Generalidad de Cataluña, y con Joan Font, director de Els Comediants. Los factores que contribuyeron a hacer realidad este proyecto inicial fueron:
- Políticamente: la restauración de los ayuntamientos democráticos después de las primeras elecciones municipales impulsó las fiestas populares y recuperó la calle como un espacio físico de encuentro y de manifestación colectiva.

- En el ámbito cultural: aparecen en Cataluña compañías de teatro y grupos musicales que potencian la idea. Es el caso de Els Comediants, fundada en 1978; Vol Ras, en 1980; La Vella Dixieland y El Tricicle. A principios de los 80 también se crearon La Fura dels Baus, La Cubana, entre otros.

- Por su ubicación: Tárrega es una ciudad relativamente próxima a las grandes urbes, pero suficientemente alejada como para obligar a una estancia más o menos prolongada.
- El momento del año: el hecho de coincidir con el final del verano y el último fin de semana antes de iniciar el curso escolar favorecía la asistencia de público.

- El entorno: el carácter medieval de la ciudad ayudaba mucho como marco de los espacios de actuación, centralizaba los espectáculos en el casco viejo y concentraba al público para convertirlo en el verdadero protagonista del acontecimiento.

### Evolución
La fiesta popular, que fue en sus inicios la Feria del Teatro, se profesionalizó progresivamente hasta devenir en un fenómeno sociocultural con particularidades únicas. Con el tiempo, la ciudad llegó a ser conocida por su cita teatral y la Feria se convirtió en el modelo pionero que se importa y adapta en distintas ciudades de España.
Hay tres elementos que marcan la personalidad de la Feria del Teatro en la Calle ("Fira de teatre al carrer") de Tárrega: el carácter festivo y popular, el concepto de muestra de espectáculos donde diferentes compañías presentan sus creaciones y el concepto de feria, de mercado donde los agentes de las artes escénicas pueden comprar y vender los espectáculos que se programarán durante la siguiente temporada en los principales teatros y festivales.

Con los años, cada uno de estos aspectos tiene un predominio distinto y marca diversas etapas en la evolución de la feria.

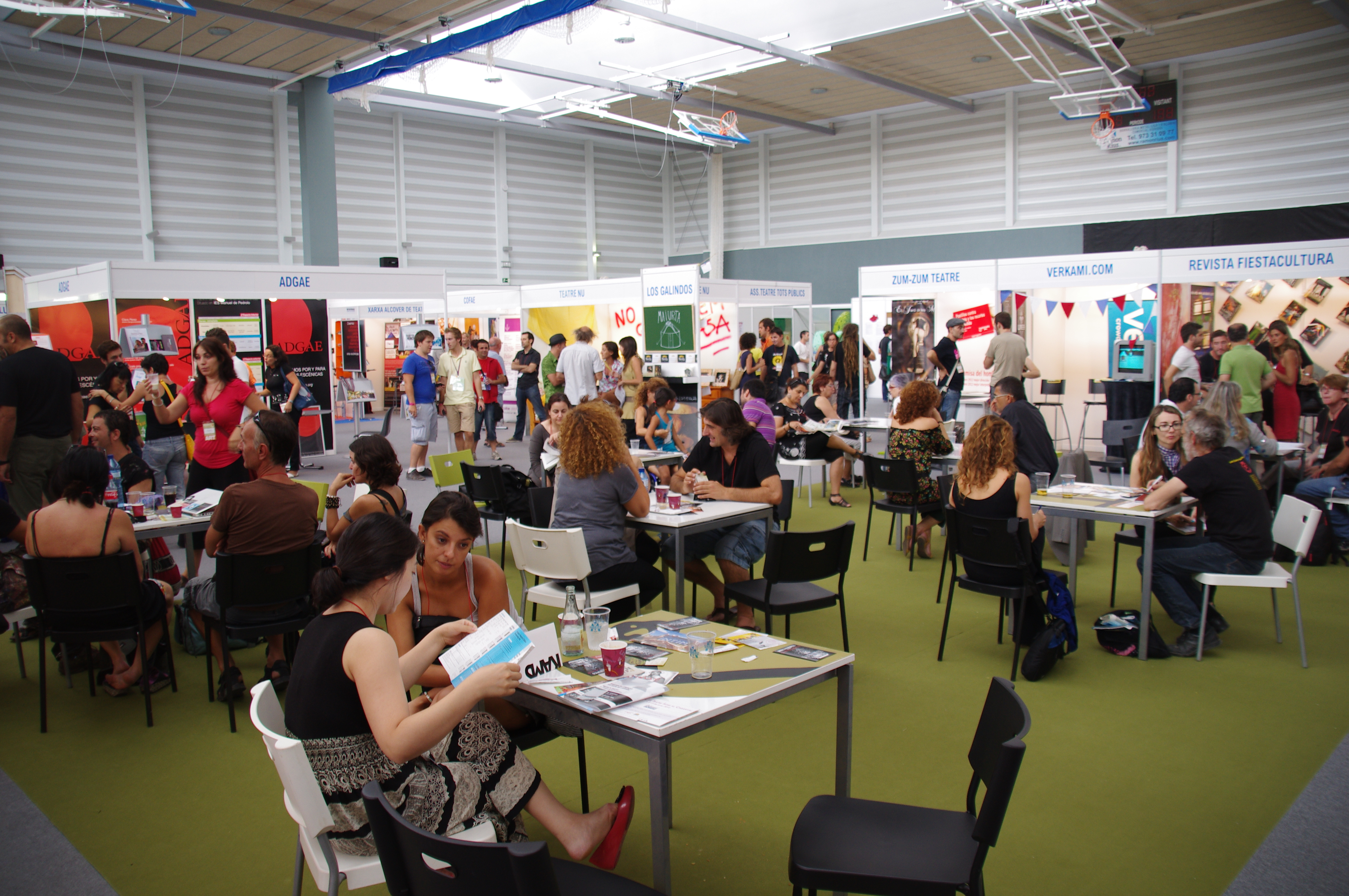
Panorámica del espacio profesional de La Lonja en FeriaTárrega 201

### Los comienzos: 1981 - 1984
Con dirección artística de Els Comediants, la feria fue, sobre todo en sus inicios, una gran fiesta popular en la calle que combina teatro, animación, música y cultura tradicional. La espontaneidad, la improvisación y el voluntarismo del público y de la propia organización fueron elementos que añadieron dinamismo a la fiesta. Las compañías y grupos emprendieron su participación en la feria con un gran entusiasmo. Hay que tener presente que, en catalán, "feria" se sigue identificando con "fiesta", más que en castellano, detalle que ha sido muy aprovechado no ya por quienes viven de estos acontecimientos, sino sobre todo por quienes se enriquecen con ellos; también, claro, por quienes aprovechan el negocio de otros para su propia diversión. Como en casi todos estos festivales, sean de teatro o de música, la "simbiosis" inicial entre diversión y negocio acaba cediendo a las exigencias de este último a lo largo de las ediciones, con ocasionales recuerdos de los viejos tiempos aprovechados para atraer al público más joven, aún poco solvente pero que dará color a la fiesta y que traerá dinero en ediciones futuras.

En 1984, Els Comediants abandonan la dirección artística y se perfilan ya por primera vez algunos elementos clave para su desarrollo futuro, ya con un carácter comercial cada vez más acusado aun manteniendo la calidad:
a) 1984 es el primer año en que se configura un equipo de organización.
b) Por primera vez hay espectáculos en espacios cerrados de pago.
c) Se inicia la Feria de Artesanía como una oferta paralela para el público asistente.

### Consolidación: 1985-1990
En 1985 se constituye el Patronato Fundación Pública Municipal Feria de Teatro en la Calle, hecho que da una nueva dimensión y permite una primera estructuración organizativa. También en este año se invita a los primeros programadores, y Els Comediants traspasan la dirección de la Feria a manos de un profesional, aunque el resto de la organización sigue siendo voluntaria.
Durante estos años, la vertiente más importantes fueron la de festival o muestra de espectáculos, aunque sigue siendo una gran fiesta popular, además de desarrollar progresivamente la faceta de mercado de las artes escénicas.
La sexta edición representa el primer cambio estratégico en la organización: el equipo directivo se profesionalizó totalmente y se incorporó la figura del gerente. La Feria se convierte en una entidad autónoma separada de la Fiesta Mayor que la vio nacer, situación que seguirá hasta la décima edición.
En este periodo, el patronato asienta dos directrices, la concentración de espectáculos que puedan interesar a los programadores, y los espectáculos festivos que puedan captar el máximo de público.
Otros aspectos marcaron estos años, como la aparición del Área de Promoción Internacional, la figura del jefe de infraestructuras como responsable de la habilitación técnica de los espacios de actuación y de las necesidades de la ciudad, la especialización de los espacios y la relación de la Feria con otros hechos culturales, como exposiciones, mesas redondas sobre temas teatrales, entre otros.

### Expansión: 1991 - 1998
La undécima edición marca un punto de inflexión y un cambio en los planteamientos teóricos de la Feria del Teatro. Se produce un relevo en el equipo directivo que manifiesta una clara voluntad de especializarla y transformarla, momento en el que cuenta con una dirección artística y dirección técnica y gerencia por otro.
Sin abandonar la idea de fiesta popular en la calle, se orientó cada vez más hacia su vertiente de mercado de espectáculos, definiendo claramente su personalidad. Empieza a estar presente en todos los festivales y en las grandes citas teatrales, principalmente europeas, donde se capta el interés de los programadores para visitar la Feria del Teatro. Se creó La Lonja, un punto de encuentro, espacio de contratación, de intercambio entre profesionales y marco idóneo para el debate y la puesta en común de aspectos teóricos. La Feria de Tárrega se convirtió en una cita obligada para programadores de todo el mundo. Otro aspecto definitorio es que se abandonó la programación de espectáculos musicales, con lo que se pretendió también iniciar un proceso de especialización del público.
A lo largo de esta etapa, se sucedieron una serie de iniciativas para expandir y dinamizar el certamen, así como para buscar instrumentos con el fin de que la Feria de Tárrega fuera una plataforma de proyección para las compañías participantes y un verdadero centro de difusión de las artes escénicas contemporáneas. Así, se incrementó el número de compañías participantes, se creó la Colección de La Lonja para publicar textos de interés sobre la gestión de las artes escénicas, se pusieron en marcha la Muestra Europea de Teatro de Calle, la iniciativa Prosceni para la promoción de nuevos artistas, la programación Off y los circuitos Septiembre es Calle y Proyecto Alcover, se organizaron las Jornadas Profesionales de Intercambio Artístico y se editó El Éxito con información detallada sobre los espectáculos programados. Algunas de estas iniciativas no tuvieron continuidad; otras, con los años, han seguido evolucionando.
Este periodo se caracterizó por un crecimiento presupuestario, basado en buena medida en la generación y explotación de recursos más allá de las aportaciones públicas (captación de patrocinadores privados, ocupación de vía pública, taquillaje...).

### Racionalización: 1999 - 2006
A partir de 1999 se inició un proceso de difusión importante en España, especialmente entre la profesión teatral y se presentó en el resto de ferias de teatro y festivales de artes escénicas que se realizan a lo largo del año. Se le reconoció su papel pionero y su gran experiencia organizativa, y se constituyó como un referente primordial para el resto de ferias de teatro celebradas en España. Entró a formar parte del colectivo de la coordinadora de ferias de España. Todo este proceso de difusión culminó en el 2001 con la incorporación del Ministerio de Cultura, mediante el Instituto Nacional de las Artes Escénicas y de la Música, en el Patronato de la Feria del Teatro. Se reformó y se inició un proceso de racionalización, tanto en número de compañías y espacios de actuación como en otros aspectos.
En el 2000, por encargo del patronato, la Universidad de Lérida emprende un estudio del impacto económico y un análisis del público de la Feria. Los datos de ese trabajo indicaron que el certamen suponía una entrada, para la ciudad y las comarcas próximas, de más de 3 millones de euros al año. El estudio indicó que la media de edad de los asistentes era de unos 30 años, y que en general llegaban desde Barcelona y su área metropolitana y desde las comarcas próximas a Tárrega (Lérida). En el 2004 se repitió el estudio con resultados similares, que confirmaban a la Feria como un motor socioeconómico de la zona.
A partir del 2003 se hizo hincapié en los espectáculos que emplearan lenguajes visuales y universales, tomando como justificación el incremento notable de programadores procedentes de España y del resto del mundo y, de ahí, la conveniencia de presentar espectáculos en los que el idioma no fuera una barrera para la exportación. A su vez, La Lonja se convirtió en uno de los núcleos principales y cada vez fue ganando más superficie y se la dotará con más servicios a causa del incremento de expositores y de los contactos entre profesionales.

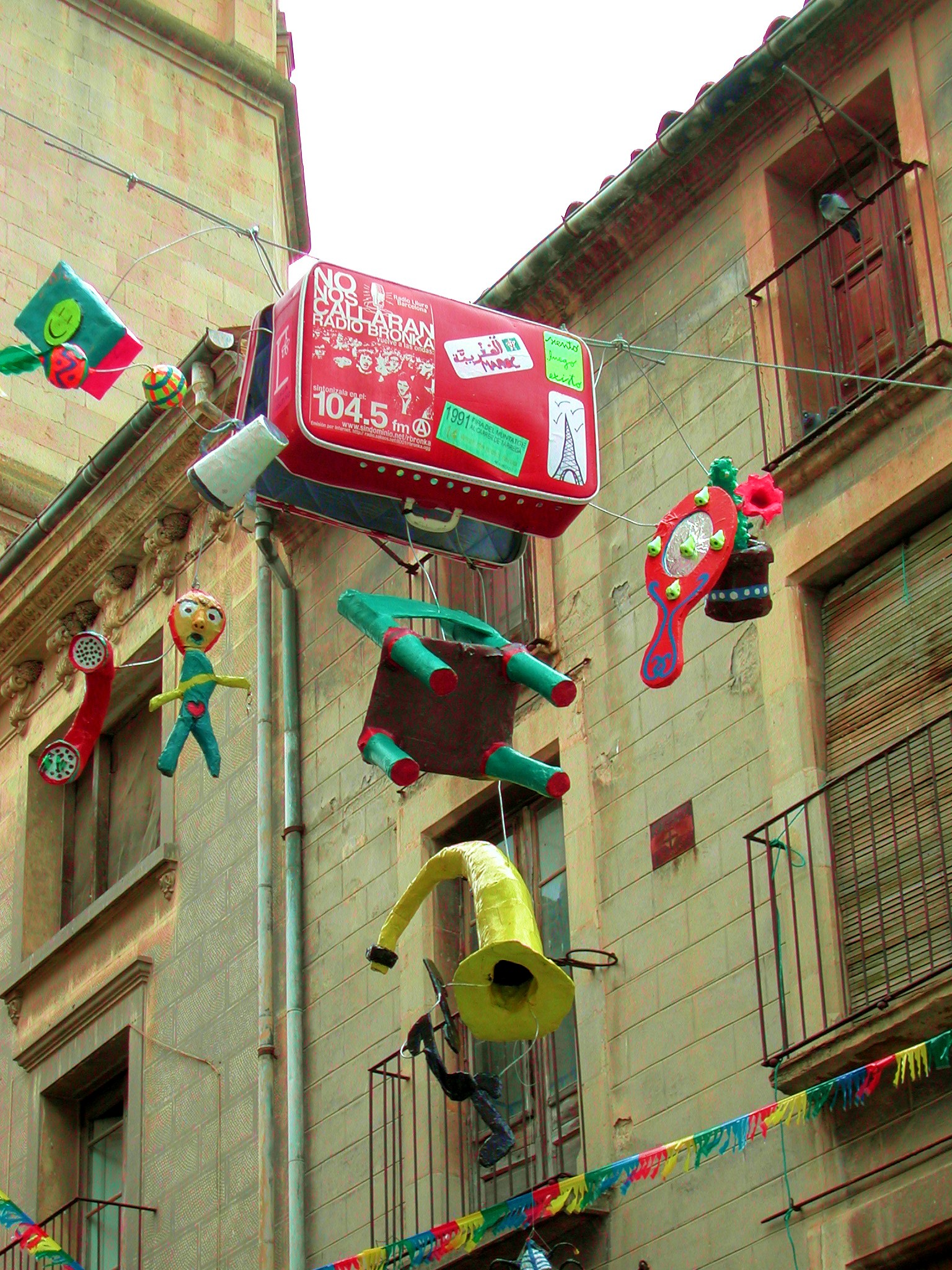
Ambientación callejera de la Feria en su edición de 2005.

En el 2005 se cumplieron 25 años de la Feria del Teatro. En el marco de esta edición, además de la programación habitual, se organizaron una serie de actos conmemorativos con el objetivo de hacer un reconocimiento a todas las personas y entidades que habían participado en su nacimiento y consolidación. Distintas exposiciones y la edición de un libro de retrospectiva histórica sirvieron para recuperar la memoria de la trayectoria. Es reconocida como uno de los mercados internacionales de las artes escénicas más dinámicos de Europa

### Internacionalización: 2007 - 2010
Coincidiendo con el relevo en la dirección artística, en 2007 la Feria de Tárrega emprendió un proceso profundo de redefinición y marcó como directrices principales, en primer lugar, reforzar su posicionamiento en el ámbito internacional como espacio profesional de referencia, con el fin de ejercer liderazgo en el sector de las artes escénicas; en segundo lugar, y en el terreno artístico, se planteó generar una oferta atractiva y cualificada para que los profesionales que programan sigan interesándose por Tárrega, singularizando la oferta y definiendo su personalidad. En este sentido, el propósito fue incidir en la creatividad, recuperar en la programación las compañías que tienen el espacio público como referente principal en sus creaciones y reforzar el papel dinamizador que puede ejercer en la producción de nuevos espectáculos y en el sector de las artes escénicas. Todo ello se intentó reflejar en la edición de ese mismo año,  con una nueva imagen gráfica corporativa que incluyó la nueva marca Feria de Tárrega y el eslogan complementario Territorio creativo.
Es en este período que se vehiculan distintas ayudas a nuevas producciones a través de las líneas de crédito del Instituto Catalán de las Industrias Culturales (ICIC). Se materializó la primera Residencia Creativa con la Compañía. Deambulants (que inauguró el evento) con una estancia de tres semanas en la ciudad que permitió a la compañía finalizar el proceso de producción del espectáculo. También se pusieron en marcha los Espacios de Empresa, donde las empresas distribuidoras privadas pueden mostrar sus catálogos de espectáculos, y el Club de los Profesionales, un nuevo espacio de encuentro informal para los profesionales acreditados. La actividad se orientó de un modo cada vez más claro hacia el sector profesional, sin menospreciar la parte lúdico-cultural que suponían para los miles de espectadores los cuatro días de espectáculos.  
Un año después, en 2008, se iniciaron los Laboratorios de Creación (primera edición con la Real Compañía de Teatro de Cataluña) que favorecieron la producción de nuevos espectáculos, especialmente de calle, y que contaron con todo el apoyo logístico, técnico y de difusión de la Feria. Se logró la firma del acuerdo de intercambio con el British Council para dar a conocer las artes de calle británicas (Getting on the map) en la península y para proyectar artistas españoles en aquel país; o la realización del proyecto transfronterizo Meridians, en el que participan otros 7 festivales europeos. Se trata de una red que tiene el objetivo de materializar la producción conjunta de tres espectáculos y la exhibición en los distintos festivales participantes. El proyecto cuenta con una subvención de la Unión Europea en el marco de Cultura 2000.
En 2009 se organizaron en conjunto con el ICIC, las I Jornadas Técnicas de Artes de Calle y de Circo, de carácter formativo y dirigidas a las compañías y profesionales del sector; además se estableció un acuerdo de intercambio con el gobierno de Quebec (Canadá) que supuso, entre otras cosas, la presencia de una comitiva de profesionales en Tárrega.
En este período se intensificó su acción para mejorar las condiciones en las que se realizan los espectáculos, tanto en el terreno técnico como de las condiciones de comodidad para los espectadores; y se profundizó la estrategia de expandir los espacios de actuación fuera del núcleo urbano. En 2007 se programó por primera vez un espectáculo fuera de la ciudad, concretamente en el núcleo agregado de la Figuerosa. Luego, en 2008 esta experiencia se amplió, con un espectáculo en el Talladell y un espectáculo en una carretera local en las afueras de la ciudad. En 2009, se programó un conjunto de espectáculos singulares en el parque de San Eloy, un espacio natural que no se había utilizado nunca antes.

### Apoyo a la Creación: 2011 - Actualidad
A partir de 2011, recogiendo y profundizando en las principales líneas de actuación de los años precedentes y con la voluntad explícita de ofrecer un verdadero servicio público integral y de calidad a los profesionales del sector, se estructuró un nuevo proyecto artístico y de gestión que descansa sobre tres pilares básicos: la exhibición, la producción y la formación.
En referencia a la exhibición, se da continuidad al largo recorrido de la Feria de Tárrega como mercado internacional de las artes escénicas, haciendo especial hincapié en les artes de calle y en las propuestas no convencionales y dejando espacio al trabajo de los creadores emergentes, para confeccionar una oferta de espectáculos capaz de atraer el interés del público y de los centenares de profesionales nacionales e internacionales que se acreditan en cada edición de la Feria. Al mismo tiempo, se sigue trabajando de manera intensa en la generación de nuevos mercados y circuitos de exhibición, principalmente internacionales, para los artistas que programa. La estrategia pasa por la creación de focos internacionales en cada una de las ediciones, como la Vitrina Iberoamericana (2011) o el Foco Nórdico (2012) que comportaron la presencia en Tárrega de delegaciones de profesionales y artistas de aquellas procedencias.
En términos de producción, en 2011, se puso en marcha el programa de Apoyo a la Creación que aglutinó bajo el mismo concepto los Laboratorios de Creación, las residencias artísticas y toda la acción relacionada con las coproducciones transnacionales, ofreciendo las infraestructuras y servicios de la Feria a los creadores que tienen la voluntad de trabajar en el espacio público. En esta etapa se dio continuidad algunos de los proyectos de coproducción que, como Meridians, se iniciaron en el período anterior. También se propiciaron experiencias de coproducción directamente con centros de creación o festivales que derivan en la gestación de espectáculos como Gravity, con el Greenwich & Docklands International Festival londinense (2011) y Bring the ice, con el centro circense sueco Subtopia (2012).
La formación es también una de las novedades importantes de este período, en el que se ofrecen distintos cursos y talleres, muchos de ellos vinculados a las compañías que participan en el programa de Apoyo a la Creación y que están dirigidos a artistas y a menudo también a toda la ciudadanía. Pero el punto culminante de esta línea de acción es la organización, conjuntamente con la Universidad de Lérida, del posgrado de Creación en Artes de Calle, cuya primera edición se inició en enero de 2013 con 8 alumnos y una treintena de profesores. Esta experiencia pionera en el ámbito europeo ofrece formación universitaria de tercer grado de cara a la profesionalización de los artistas en la especialidad de las artes de calle. De forma subsidiaria se ofrecen cursos de especialización universitaria vinculados a algunos de los módulos de este posgrado.

## Cronología organizativa

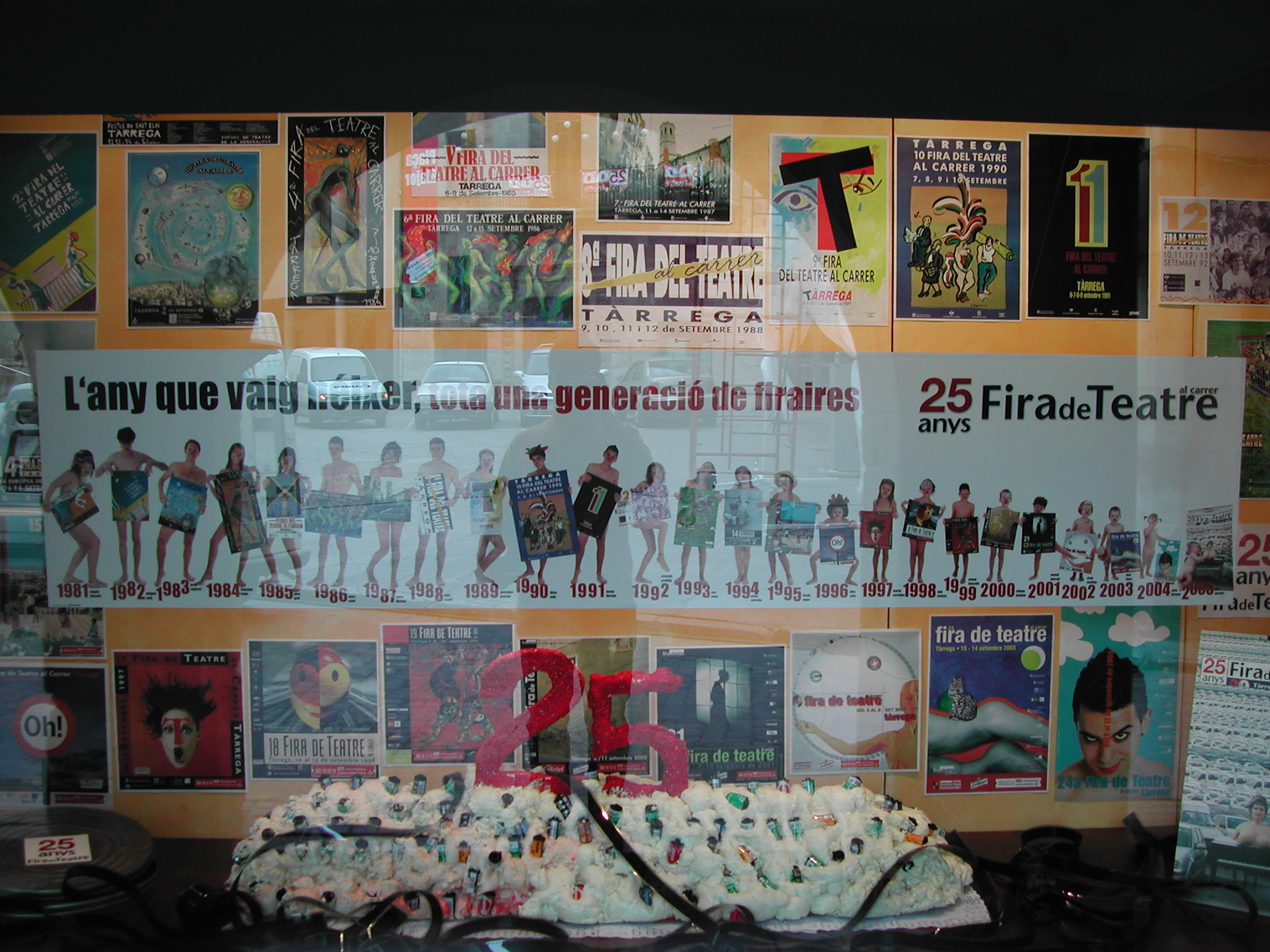
Escaparate de carteles de la Fira en su 25 aniversario.

- 1981. Alcalde: Eugeni Nadal Dirección artística: Els Comediants.
- 1984. Coordinador de grupos: Juli Ochoa.
- 1985: Constitución del Patronat de la Fira. Presidente del Patronat: Eugeni Nadal. Director: Llorenç Corbella.
- 1986. Gerente: Pau Llacuna. Programación: José M. Ávila.
- 1987. Presidente del Patronat: Joan Amézaga. Programación: Francesc Rosell.
- 1991. Presidente del Patronat: Frederic Gené. Director técnico - Gerente: Manel Montañés. Director artístico: Frederic Roda.
- 1996: Director artístico: Ramon Simó. Director de Promoción: Toni González.
- 1998. Gerente: Pau Llacuna.
- 1999: Director artístico: Joan Anguera.
- 2003: Director artístico: Llorenç Corbella. Presidente del Patronat: Joan Amézaga.
- 2007: Director artístico: Jordi Colominas.
- 2011 Presidenta del Consejo de Administración: Rosa M. Perelló, Director ejecutivo: Pau Llacuna Ortínez, Director artístico: Jordi Duran Roldós
- 2012 Gerente: Oriol Martí